# Dolmens de Surguières et de Saplous
Les dolmens de Surguières et de Saplous sont une nécropole constituée de cinq dolmens (et un sixième probable) dits de Surguières et trois dolmens, dits de Saplous  situés à cheval sur les communes de Buzeins et Gaillac-d'Aveyron, dans le département français de l'Aveyron en France.

## Localisation
Le hameau de Surguières est situé sur la commune de Buzeins à la limite de la commune de Gaillac d'Aveyron. Trois dolmens, dénommés respectivement dolmen n° 1, n° 2 et n° 3 sont situés au sud sud-ouest du hameau sur la commune de Gaillac d'Aveyron. Les dolmens n°1 et n°3 sont d'ailleurs mentionnés sur la carte IGN au 1/25000e (Lapanouse). Les dolmens n° 4 et n° 5 sont eux situés au sud sud-est du hameau, sur la commune de Buzeins. Il est probable qu'il existait un sixième dolmen, situé lui aussi au sud sud-est du hameau, sur la commune de Buzeins. Ce dolmen aurait été détruit lors de la construction de la départementale D 155, seule une partie du tumulus est encore visible.

## Historique
L'un des dolmens de Surguières est classé au titre des monuments historiques en 1933 mais l'arrêté est très imprécis : «le dolmen est situé au sud-est du hameau de Surguières» (sic) or les trois dolmens de Buzeins peuvent correspondre à cette description. Le dolmen dit dolmen de Saplous n° 2 est inscrit au titre des monuments historiques.

## Dolmens de Surgières

### Dolmen n°1
Le dolmen est situé à une vingtaine de mètres au sud de la départementale D 155, à 1 000 mètres environ du hameau de Surguières. Il a conservé ses deux orthostates et son tumulus (environ 9 mètres de diamètre). L'édifice est orienté selon l'azimut 100°. Une petite construction mal identifiée, de type coffre, est édifiée à l'ouest de l'ensemble. Sa datation est inconnue.
| Dalle                                                      | Longueur | Épaisseur | Largeur |
| ---------------------------------------------------------- | -------- | --------- | ------- |
| Orthostate droit                                           | 4,10 m   | 0,22 m    | 0,56 m  |
| Orthostate gauche                                          | 3,45 m   | 0,39 m    | 1,25 m  |
| à plat, près du support droit                              | 1,50 m   | 0,85 m    | 0,30 m  |
| à plat, à l'est de la chambre                              | 1,70 m   | 0,60 m    | 0,26 m  |
| Données : Inventaire des mégalithes du centre de l'Aveyron |          |           |         |

Les deux dalles reposant à plat à proximité de l'édifice pourraient être les vestiges fracturés de la table de couverture.
Le mobilier qui y a été retrouvé est conservé au musée de Sévérac-le-Château : 2 pointes de flèches pédonculées en silex, 3 fragments de silex et des tessons de poterie.

## Dolmens de Saplous